# PeopleSoft
PeopleSoft — американская компания, разработчик тиражируемого прикладного программного обеспечения для организаций (HRMS, ERP, CRM), владевшая также активами JD Edwards, поглощённая в 2005 году корпорацией Oracle за $10,3 млрд.
PeopleSoft Enterprise — серия бизнес-приложений компании Oracle, сформированных на основе решений компании PeopleSoft.

## Ранняя история
Компания основана в 1987 году в городе Уолнат-Крик, штат Калифорния Дэвидом Даффилдом (англ. David Duffield), возглавившим компанию, и Кеном Моррисом (англ. Ken Morris). В 1988 году был выпущен первый продукт компании — система управления персоналом PeopleSoft HRMS.
В ноябре 1992 года компания осуществила первичное размещение, и, вплоть до упразднения, её акции торговались на NASDAQ с тикером PSFT.
К 1994 году среди заказчиков PeopleSoft HRMS были Hewlett-Packard, AMD, Rolm, Pacific Bell.
Компания поэтапно развивала собственную программную платформу разработки, и её средствами были созданы финансовый модуль, модуль дистрибуции, модуль производства, а в 1996 году компания объявила о выпуске полнофункциональной интегрированной ERP-системы. В 2000 году приложения были оборудованы веб-интерфейсом.
Во второй половине 1990-х годов компания осуществила серию стратегических поглощений:
- Red Pepper (1996) — разработчик систем автоматизации производства;
- Intrepid Systems (1998);
- Vantive (нем. Vantive) (1999) — крупный разработчик CRM-систем, сумма сделки составила около $443 млн[1].

В 1999 году Крэйг Конвей (англ. Craig Conway) сменил Даффилда на посту генерального директора.

## Приобретение JD Edwards
В 2003 году PeopleSoft приобретает компанию JD Edwards за $1,7 млрд. Наблюдатели отмечали, что на момент поглощения JD Edwards была единственным поставщиком ERP-систем для средних компаний, внедрённых и локализованных во множестве стран мира.
После приобретения JD Edwards, в 2004 году компания заняла второе место на рынке ERP с долей 12 % (при общем объёме рынка $23,6 млрд), опережая Oracle и уступая только SAP. Вскоре после приобретения, PeopleSoft сформировал продуктовую линейку из трёх ERP-систем:
- PeopleSoft Enterprise — унаследованная система компании, ориентированная на крупные предприятия,
- PeopleSoft EnterpriseOne — бывшая JD Edwards EnterpriseOne, для средних предприятий,
- PeopleSoft World — унаследованная от JD Edwards ERP-система для мейнфреймов.

## Поглощение корпорацией Oracle
В июне 2003 года Oracle сделал открытое предложение акционерам PeopleSoft о приобретении компании за $5,1 млрд, предложение было отклонено, аналитики высказали недоумение попыткой враждебного поглощения, нехарактерного для отрасли. Акции PeopleSoft на этом фоне росли, Oracle поэтапно увеличивал предложение, менеджмент компании последовательно критиковал и отвергал попытку поглощения, компании вели открытую информационную войну друг с другом.
В декабре 2004 года, по прошествии полутора лет после начала попыток поглощения, информационные агентства известили о том, что Oracle приобретает PeopleSoft за $10,3 млрд, а уже 10 января 2005 года сделка была завершена. Сразу после завершения поглощения, в январе 2005 года Oracle сообщила о планируемом сокращении 5000 рабочих мест объединённой компании, и, хотя при этом особо отмечалось сохранение 90 % мест разработчиков и специалистов по технической поддержке PeopleSoft, некоторые наблюдатели предположили, что компания была поглощена с целью устранения конкурента на растущем рынке без перспектив развития технологий и приложений.
Тем не менее, линейки приложений PeopleSoft в составе Oracle на момент 2011 года сохранены и развиваются, выпускаются новые версии. Приложениям JD Edwards, некоторое время выпускавшимся под брендом PeopleSoft, Oracle вернула исторические наименования, эти продукты также поддерживаются и развиваются.

## PeopleSoft Enterprise
Интегрировав за счёт общей платформы PeopleTools модули управления человеческими ресурсами, производством и финансами, в 1996 году была сформирована целостная ERP-система от PeopleSoft, ставшая известной под наименованием PeopleSoft 6. В скором времени система была признана одной из лидирующих на рынке ERP (так, например, в 1998 году PricewaterhouseCoopers ввела в общеупотребительный оборот акроним BOPSE — Baan, Oracle, PeopleSoft, SAP, JD Edwards — обозначающий пятёрку основных поставщиков ERP, отмечая тем самым ERP-систему от PeopleSoft как одну из лидирующих).
До 2000 года система была клиент-серверной, требующей установки на рабочие места конечных пользователей специализированной программы-клиента. Начиная с 2000 года под слоганом Pure Internet Architecture (PIA, рус. чистая интернет-архитектура) система была перевыпущена с веб-интерфейсом.
Начиная с версии 9 (выпуск 2006 года, уже в составе корпорации Oracle), система подразделяется на следующие программно-функциональные блоки:
- Asset Lifecycle Management — управление основными фондами предприятия;
- Customer Relationship Management — модули управления взаимоотношениями с клиентами;
- Enterprise Performance Management — блок управления эффективностью предприятия;
- Applications Portal — портал клиентского самообслуживания, для развёртывания в организациях, ориентированных на массовое обслуживание абонентов, клиентов, заказчиков;
- Enterprise Service Automation — модули автоматизации управления сервисной и проектной деятельностью;
- Financial Management — блок управления финансами организации, включая модули для бухгалтерии, контроллинга, казначейского учёта;
- Human Capital Management — модули управления человеческими ресурсами организации, потомки исторически первого продукта компании — Peoplesoft HRMS;
- Supplier Relationship Management — управление снабжением и взаимоотношениями с поставщиками;
- Supply Chain Management — управление цепочками поставок.

Кроме того, ещё в 1990-е годы разработаны и по состоянию на 2012 год развиваются и распространяются специфические отраслевые решения:
- Campus Solutions — модули автоматизации для высших учебных заведений;
- Staffing Industry Solutions — модули для кадровых агентств.

Отмечается, что в PeopleSoft Enterprise версии 9.1 (выпуск 2009 года) более 28 тыс. динамических веб-страниц (каждая страница, как правило, это завершённый функциональный компонент, обеспечивающий какой-либо целостный элемент бизнес-процесса, законченное рабочее место конечного пользователя).
Несмотря на выпуск в 2010 году Fusion Applications, созданных с целью объединения лучших практик из решений Oracle E-Business Suite, PeopleSoft Enterprise, JD Edwards EnterpriseOne, Siebel CRM и других приложений поглощённых компаний, и опубликованными планами будущей их замены на единую систему, PeopleSoft Enterprise активно поддерживается и планируются новые выпуски.

## PeopleTools и PeopleCode
PeopleTools — программный каркас, на котором написана система PeopleSoft Enterprise, и который предоставляется заказчикам и интеграторам для возможности программно-функционального расширения системы. PeopleTools выделен в середине 1990-х годов и предоставляется со всеми версиями PeopleSoft Enterprise в виде программного комплекса, реализованного в концепции средства быстрой разработки и ориентированного исключительно на внедрение и расширение ERP-системы от PeopleSoft. Среди компонент каркаса выделяются:
- Application Designer — средство графического конструирования расширений, предназначенное для описания полей, записей, страниц, элементов меню, схем потоков операций бизнес-процессов и других необходимых компонентов программных расширений;
- Data Mover — инструментарий переноса данных между экземплярами приложения, а также миграции данных из унаследованных приложений;
- Application Engine — среда пакетной обработки, обеспечивающая планирование, выполнение, управление параллелизмом и мониторинг как пакетных процессов, входящих в поставку PeopleSoft Entperirse, так и самостоятельно разработанных пакетных процессов.

PeopleCode — императивный, объектно-ориентированный язык программирования со статической типизацией, разработанный исключительно для PeopleTools, предоставляемый заказчикам и интеграторам для кодирования в расширениях дополнительной бизнес-логики: нестандартных правил, алгоритмов и пакетных процессов. Синтаксис языка близок к Java: похожим образом реализованы точечная нотация, описания классов и методов, спецификаторы видимости. Язык допускает непосредственные SQL-вставки и система типов языка специально подготовлена для совместно использования с SQL без дополнительных преобразований типов. Примечательно, что язык не чувствителен к регистру символов.